# 阿多斯
阿多斯（法語：Athos，1595—1661年），真名奧利維耶·德·拉費爾伯爵（comte Olivier de la Fère），是大仲馬所著系列小說《達太安浪漫三部曲》中的虛構人物，是主人公達太安的三位火槍手好友之一。
在《三劍客》中，他真正的身份是一位神秘的貴族，和米萊狄有著千絲萬縷的關係。作為最為年長的一位，他總是給其他劍客們以父輩的形象。他被刻畫為一位有貴族氣質而且英俊的人物，同時他又非常神秘，總是以醉酒來掩飾自己的秘密。在這部小說的最後，讀者可以得知，他其實是拉費爾伯爵，同時也是米萊狄的第一任丈夫。
在後面的兩部續集中，他一直以拉費爾伯爵的身份出現，同時也是拉烏爾，既布拉熱洛納子爵的監護人（同時也是他的生父）。 《二十年後》的最後留下了阿多斯是否是摩爾東特（約翰·溫斯特，米萊狄之子）的親生父親的謎團。
和阿拉密斯、波爾多斯一樣，阿多斯的名字從來沒有被提及。不過在大仲馬的一部劇作《年輕的火槍手》中，年輕的米萊狄（當時的名字為夏洛特），稱呼拉費爾伯爵為奧利維耶，所以可以認為這是他的名字。

## 靈感來源
虛構人物阿多斯實際上是根據真實人物火槍手阿爾芒·德·西萊格·達多斯·多特維耶（Armand de Sillègue d'Athos d'Autevielle，1615年—1644年）命名的。而他的名字的一部份正是取自他的出生地阿多斯山，《三劍客》中巴士底獄的一位獄卒曾說：“但這不是一個人的，而是一座山的名字。” 他的爵位拉費爾伯爵來源於一塊曾屬於奧地利的安妮的領地在布盧瓦附近的拉費爾。同时大仲馬宣稱《三劍客》是根據其在法國國家圖書館發現的一部手稿《拉費爾伯爵回憶錄》改寫的 ，至于这部作品是否存在，还有待考证。